# Kadumangu
Kadumangu is een bestuurslaag in het regentschap Bogor van de provincie West-Java, Indonesië. Kadumangu telt 15.448 inwoners (volkstelling 2010).